# Districtscommissaris

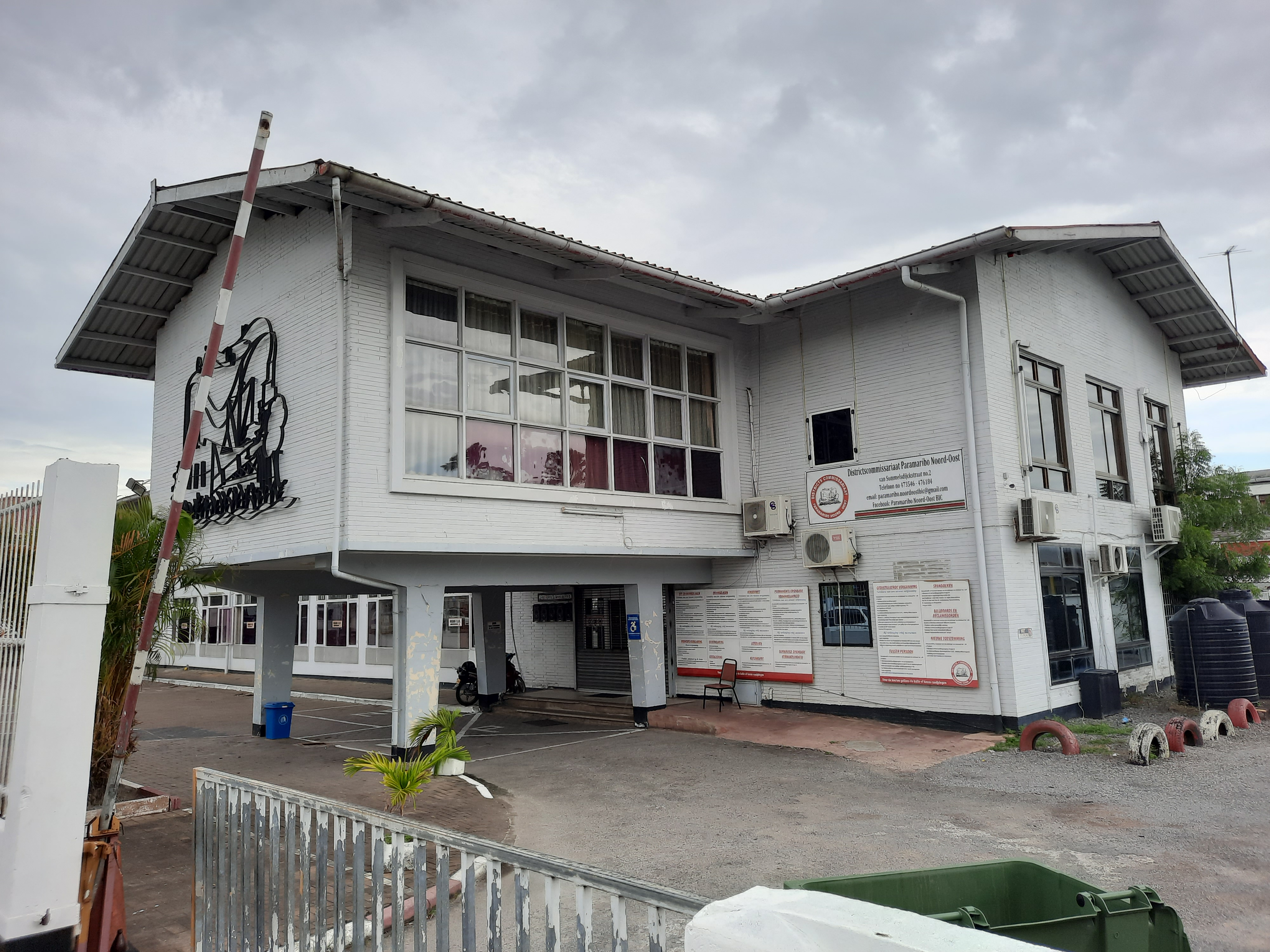
Districtscommissariaat Paramaribo Noordoost

Een districtscommissaris (dc) is in Suriname een bestuursambtenaar en het administratieve hoofd van een district. De belangrijkste taak die de dc reglementair heeft, is de handhaving van de openbare orde en rust. Hij of zij ontvangt de richtlijnen van de minister bevoegd over de districten en/of decentralisatie. De dc staat aan het hoofd van een districtsraad. Tijdens verkiezingen in Suriname is de dc voorzitter van het hoofdstembureau van het district.
Onder eindtoezicht van de procureur-generaal is de dc belast met de rechtelijke en administratieve politie en de verstrekking van vergunningen. Voor bezwaren ten aanzien van verleende vergunningen is de minister van Binnenlandse Zaken verantwoordelijk. Daarnaast initieert een dc projecten die het ter financiering voorlegt aan de minister van Binnenlandse Zaken.
Een districtscommissaris wordt in informeel taalgebruik ook wel burgervader/burgermoeder genoemd.

## Geschiedenis
In 1863 werd de functie van districtscommissaris voor het eerst vastgesteld in het Reglement op het beheer der districten. In die tijd had een groot deel van het reglement betrekking op de gewapende burgerwacht. Daarnaast werden de bevoegdheden van de dc omschreven op bestuurlijk en politieel vlak. Sinds de eerste districtsindeling in 1863 werd gevormd, zijn de districten een administratief onderdeel gebleven van de centrale regering in Paramaribo.
In 1943 veranderden de bevoegdheden en werd een nieuw reglement ingevoerd. In 1959 werd een volgende tekst afgekondigd waarin ook wijzigingen werden opgenomen die na 1943 waren aangebracht.

## Profiel
Een dc valt onder de begroting van het ministerie van Regionale Ontwikkeling & Sport. Hij heeft autonome bevoegdheden die hij moet uitvoeren op grond van de Surinaamse wetgeving en heeft de leiding over het districtscommissariaat. Als bestuursorgaan vertegenwoordigt hij alle ministeries in het district. Hij is hoofd van het stembureau, hulpofficier van justitie, ambtenaar van de burgerlijke stand, raadsvoorzitter en leidt het bestuur. Hij wordt ook wel een burgervader genoemd, vanwege zijn rol om te waken over de belangen van de inwoners. Dit zou hij ongeacht politieke, religieuze en etnische geaardheid moeten doen.
Bij de installatie van een nieuw team in 2020 benadrukte president Chan Santokhi dat een dc een werkarm is van de overheid en niet van een politieke partij. Op een na verving hij toen alle dc's die na een van de reshufflings van president Desi Bouterse op die positie terecht waren gekomen. Volgens Santokhi is de primaire taak van een dc de landelijke overheid op regionaal niveau te vertegenwoordigen. "U kunt wel voorgedragen zijn door een politieke partij, maar dat was vóór uw beëdiging. Vanaf dit moment bent u dc voor alle Surinamers,” aldus Santokhi op 14 augustus 2020.